# Maren Grøthe

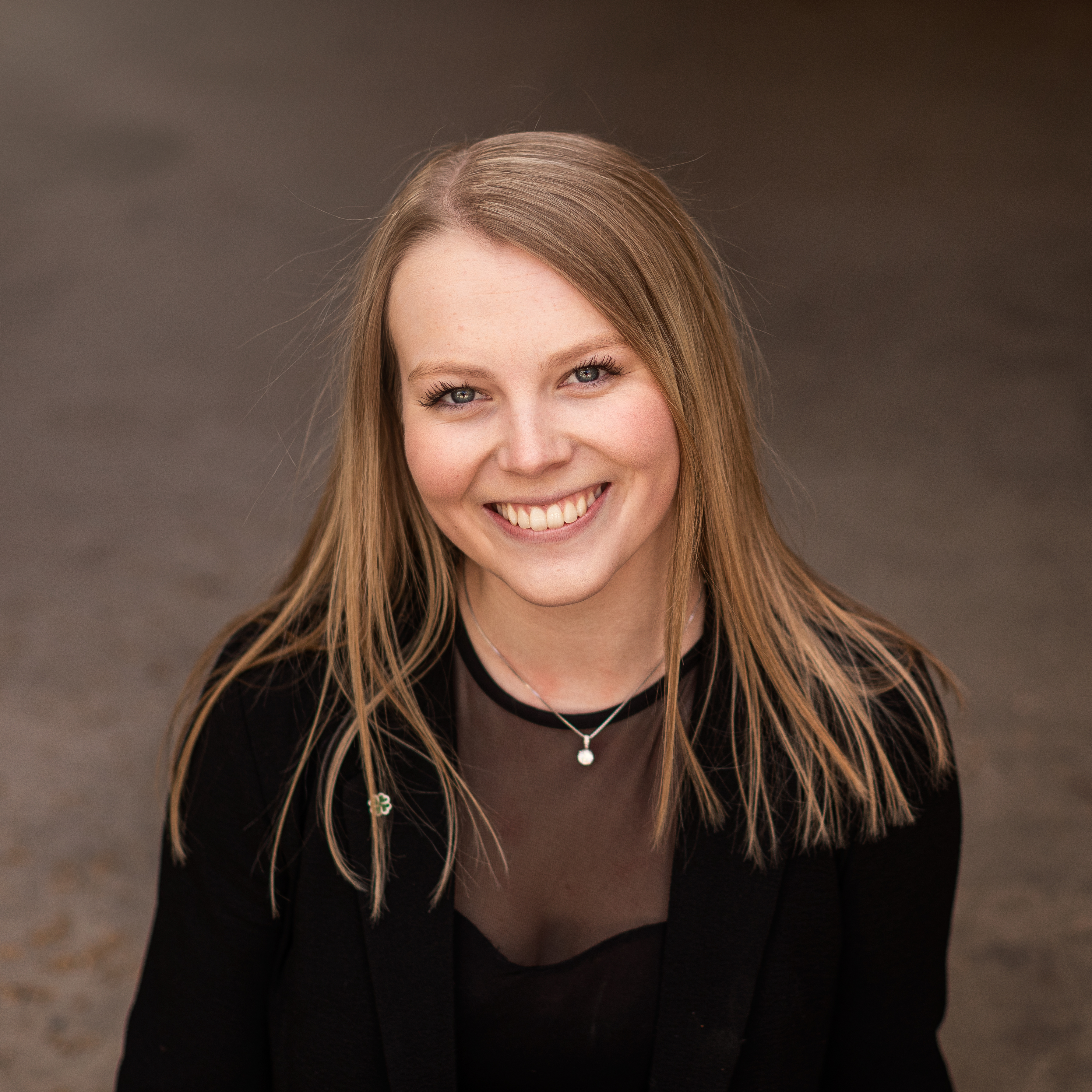
Maren Grøthe, 2021

Maren Grøthe (* 14. Juli 2001) ist eine norwegische Politikerin der Senterpartiet (Sp). Von 2021 bis 2023 war sie Abgeordnete im Storting.

## Leben
Grøthe stammt aus Hølonda in der Kommune Melhus. Bei der Kommunalwahl 2019 wurde sie Mitglied im Kommunalparlament von Melhus. Ihr gelang es bei der Parlamentswahl 2021 nicht, direkt in das norwegische Nationalparlament Storting einzuziehen. Stattdessen wurde sie sogenannte Vararepresentantin, also Ersatzabgeordnete, im Wahlkreis Sør-Trøndelag.
Ab dem 14. Oktober 2021 vertrat sie ihren Parteikollegen Ola Borten Moe, der sein Mandat als Regierungsmitglied ruhen lassen muss. Im Alter von 20 Jahren wurde sie dadurch das bis dahin jüngste Parlamentsmitglied mit einem festen Platz im Storting. Grøthe wurde Mitglied im Bildungs- und Forschungsausschuss. Mit dem Rücktritt von Ola Borten Moe endete am 4. August 2023 ihre Zeit als Stortingsabgeordnete. Im November 2023 begann sie unter Kjersti Toppe als politische Referentin im Kinder- und Familienministerium zu arbeiten.